# Pentaria atrosuturalis
Pentaria atrosuturalis is een keversoort uit de familie bloemspartelkevers (Scraptiidae). De wetenschappelijke naam van de soort is voor het eerst geldig gepubliceerd in 1936 door Pic.